# Nikola Šafarić
Nikola Šafarić (Čakovec, 11. ožujka 1981.) umirovljeni je hrvatski nogometaš koji je igrao na poziciji veznog. Trenutačno je sportski direktor i trener Varaždina.
Svoj prvi međunarodni nastup za reprezentaciju Hrvatske ostvario je u prijateljskom susretu u Varaždinu s Izraelom u pobjedi od 1:0. Ukupno je sakupio tri nastupa.
Nikola Šafarić je nogometnu karijeru za hrvatskog prvoligaša u Veneri i Čakovcu. Od 1989. igra za NK Varteks, gdje je nastavio igrati sve do ljeta 2007., kada se priključuje momčadi Rijeke. Dne 31. kolovoza 2008. potpisuje dvogodišnji ugovor za  Slaven Belupo.U ljeto 2010. odlazi iz  Slaven Belupa jer mu ističe ugovor te se vraća u matični klub NK Varaždin, u kojem ostaje godinu dana nakon čega dvije godine igra za mađarski Kaposvári. 2013. preselio je u slovenski Zavrč. Od veljače 2015. Šafarić nastupa za NK Inter Zaprešić.

## Vanjske poveznice
- Nogometni-magazin
- PrvaLiga profil (slo.)